# 0. dinasztia

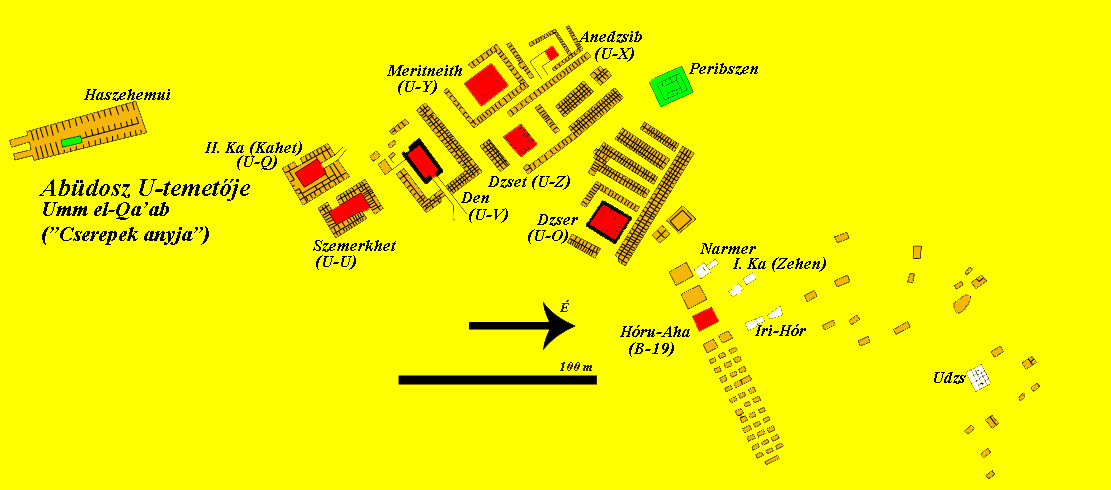
Az abüdoszi temető (Umm el-Kaáb) az ismert uralkodósírokkal

A 0. dinasztia vagy protodinasztikus kor (körülbelül i. e. 3200–3000) az ókori Egyiptom legkorábbi történeti kora, az első írásos emlékek keletkezésének ideje. Ez időben alakultak ki a Nílus völgyében az első államkezdemények, és ekkor alakult ki a későbbi jellegzetes egyiptomi kultúra alapja is. A periódus azonos a Nagada III régészeti tipológia kultúrkörének b és c szakaszaival.

## Története
A korszak elhatárolása új keletű fejlemény az egyiptológiában. A 20. század második feléig az I. dinasztiával kezdődött Egyiptom történelme, ragaszkodva Manethón dinasztiabesorolásához és ahhoz a feltevéshez, hogy az I. dinasztia hozta létre az államot. Az 1980-as és 1990-es években a Thébától délre eső területek, valamint az Abüdosz melletti Umm el-Kaáb temető részletes feltárásai bebizonyították, hogy már az I. dinasztia előtt is létezett Felső-Egyiptomban állam, amelynek feltehetően Nehen volt a központja. Sőt Két Sólyom király neve még a Szinájon is felbukkan, I. Skorpió sírjában pedig alsó-egyiptomi települések neveit találták. Az I. dinasztia előtti, név szerint ismert uralkodókat sorolják a 0. dinasztiába.
A korszak legismertebb lelőhelyei a Gebel es-Sejh Szulejmán, Kusztul, Nehen, Umm el-Kaáb és a Thébától nyugatra eső sivatag. A Gebel es-Sejh Szulejmán (Szulejmán-hegy) a Wadi Halfa keleti részén magasodó hegy messze délen, már a mai Szudán területén. Nehenben (a későbbi Hierakónpolisz) tárták fel a legkorábbi ismert templomot és templomkörzetet, Umm el-Kaáb pedig egy nagy kiterjedésű temető, ahol a 0- és I. dinasztia királyainak ismert sírjai állnak (ezen kívül a II. dinasztia utolsó királya, Haszehemui is itt temetkezett).
A Szulejmán-hegy környékén nagy mennyiségű sziklafelirat maradt fenn korai uralkodók neveivel. Igaz, hogy a képek dominálnak, a feliratok archaikus jellegűek, elnagyolt vonalvezetésűek, ezért nehezen értelmezhetők. Az bizonyos, hogy ez már írás, így történeti kornak tekintendő, valamint a nevek egy része téglalap alakú keretben van, így ezek a szereh első ismert előfordulásai. A sziklarajzok hadjáratokat, csatákat és foglyokat ábrázolnak. Kusztul környékén nevekkel ellátott cserepeket tártak fel.
Már Flinders Petrie észrevette, hogy Umm el-Kaáb egyes leletei megelőzik az I. dinasztiát. Ezeket nevezte „predinasztikus” korúaknak. A késői predinasztikus szakaszt James Quibell nevezte el „0. dinasztiának”, de ez a terminus csak a 20. század utolsó évtizedében lett általánosan elfogadott. A temető nagyobb sírjait U-val és még egy betűvel jelzik. Az U-s és U-t sírokban név nélküli szereheket találtak, így az U-j sírnál is korábbi uralkodók tehetők fel. A 0. dinasztia szempontjából az egyik legfontosabb építmény az U-j jelű sír, amelyet 1988-ban tártak fel. Tulajdonosa sokáig ismeretlen volt, így az U-j alapján sokszor „Udzs” néven említi az irodalom. Ma I. Skorpióként ismerjük, mivel a „srq” hieroglifa () sokszor előfordul a sírban. Ez a legkorábbi ismert királysír, és ebben már Alsó-Egyiptomra vonatkozó emlékek is előkerültek. Innen származik Bika névlelete is, valamint maga a sír a későbbi masztabás temetkezéshez vezető első lépcsőfok.
Az abüdoszi temető B körzete Iri-Hór (B-1, B-2), Narmer (B-17, B-18), Ka (B-7, B-9) és Hór-Aha (B-10, B-13–16, B-19) sírjaiból áll. Hór-Aha nyilvánvalóan elkülönül az előzőektől a nagy méretű, több egységből álló sírkerületével, és a melléktemetkezésekkel. Érdekes jelenség a 0. dinasztia uralkodóinak sírkoncepciója, amely a jó egy évszázaddal korábban Núbiában az A csoport kusztuli temetőjében megjelenő kettős veremsírok átvétele. Még figyelemre méltóbb, hogy a 0. dinasztiával egykorú kusztuli sírok – amelyeket sokan királysíroknak tartanak – nagyobbak és gazdagabbak, mint az abüdoszi sírok.
Egyes vélemények szerint az Umm el-Kaáb temetőnek csak a B szektora a 0. dinasztia, a többi, ennél korábbi rész már egy még régebbi szakasz, a 00. dinasztia része.
Bár a 0. dinasztia konkrét eseménytörténete nagyon homályos, az időben ide tartozó leletek szerint a korszak Egyiptom igen fontos 
kulturális és politikai szakasza. Ekkor alapozták meg mindazt, ami a későbbiekben jellemző lett a folyamvölgyre.